# Jasper Stuyven
Jasper Stuyven   (Lovaina, 17 d'abril de 1992) és un ciclista belga, membre de l'equip Lidl-Trek.
El 2009, va ser a Moscou, campió del món en categoria júnior i l'11 d'abril de 2010 va guanyar la París-Roubaix juniors. Va debutar en 2012 com a professional en les files de l'equip Bontrager Livestrong Team. Com a professional destaquen una victòria d'etapa a la Volta a Espanya de 2015, la Volta a Alemanya de Volta a Alemanya 2019 i l'Omloop Het Nieuwsblad de 2020.

## Palmarès
- 2009
  -  Campió del món júnior en ruta
- 2010
  - Vencedor d'una etapa als Tres dies d'Axel
- 2012
  - Vencedor d'una etapa de la Cascade Classic
- 2013
  - 1r al Volta a l'Alentejo i vencedor d'una etapa
  - Vencedor d'una etapa del Tour de Beauce
- 2015
  - Vencedor d'una etapa a la Volta a Espanya
- 2016
  - 1r a la Kuurne-Brussel·les-Kuurne
- 2017
  - Vencedor d'una etapa al BinckBank Tour
- 2018
  - 1r al Gran Premi de Valònia
  - 1r al Gran Premi Jef Scherens
  - Vencedor d'una etapa al BinckBank Tour
- 2019
  - 1r a la Volta a Alemanya
- 2020
  - 1r al Omloop Het Nieuwsblad
- 2021
  - 1r a la Milà-Sanremo

### Resultats a la Volta a Espanya
- 2014. 88è de la classificació general
- 2015. No surt (9a etapa). Vencedor d'una etapa

### Resultats al Tour de França
- 2016. 99è de la classificació general
- 2018. 63è de la classificació general
- 2019. 43è de la classificació general
- 2020. 71è de la classificació general
- 2021. 39è de la classificació general
- 2022. 81è de la classificació general
- 2023. 79è de la classificació general

### Resultats al Giro d'Itàlia
- 2017. 98è de la classificació general